# كازو موري
كازو موري (باليابانية: 森一生) (و. 1911 – 1989 م) هو مخرج سينمائي، ورائد، من اليابان، ولد في ماتسوياما، إهيمه، توفي عن عمر يناهز 78 عاماً.

## التعليم
تعلم في جامعة كيوتو.

## وصلات خارجية
- كازو موري على موقع IMDb (الإنجليزية)
- كازو موري على موقع ألو سيني (الفرنسية)
- كازو موري على موقع أول موفي (الإنجليزية)
- كازو موري على موقع قاعدة بيانات الفيلم (الإنجليزية)
- كازو موري على موقع كينوبويسك (الروسية)